# Prehistòria d'Austràlia

Els antics continents de Sondalàndia i Sahul que van estar exposats durant les darreres edats glacials fa 2 M d'anys

La prehistòria d'Austràlia és el període que comprèn des dels primers assentaments humans al continent australià i la colonització d'Austràlia el 1788, que marca l'inici de la documentació escrita a Austràlia. Aquest període s'ha estimat de diferents maneres, amb la majoria d'evidències que suggereixen que es remunta entre 50.000 i 65.000 anys. Aquesta època es coneix com a prehistòria en lloc d'història perquè el coneixement d'aquesta no es deriva de la documentació escrita. Tanmateix, alguns argumenten que la tradició oral indígena hauria de tenir un estatus similar.

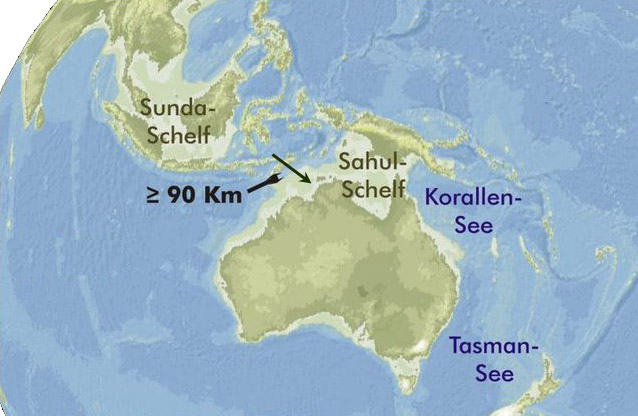
Mapa mostrant l'extensió probable de terra i aigua en el moment de l'últim màxim glacial i quan el nivell del mar era probablement més de 150 m més baix que l'actual, i que il·lustra l'obstacle marítim al qual s'haurien enfrontat els migrants.

La presència humana al continent australià va començar amb la migració dels avantpassats dels aborígens australians actuals per ponts terrestres i travessies curtes per mar, des del que ara és el sud-est asiàtic. El nombre d'onades d'immigració que poden haver contribuït a aquests avantpassats dels aborígens australians moderns són incertes. El refugi de roca de Madjedbebe a la Terra d'Arnhem és potser el lloc més antic que mostra la presència d'humans a Austràlia. Les restes humanes identificades més antigues es troben al llac Mungo a Nova Gal·les del Sud, que s'han datat fa uns 41.000 anys.
En el moment del primer contacte europeu, les estimacions de la població aborigen oscil·laven entre 300.000 i un milió d'habitants. Eren societats complexes caçadores-recol·lectores amb economies i societats diverses. Hi havia unes 600 tribus o nacions i 250 llengües amb diversos dialectes. Alguns grups es dedicaven al cultiu de pals de foc, o la piscicultura i van construir refugis semipermanents. El moment evolutiu en què alguns grups es van dedicar a l'agricultura encara és controvertida.
Els Illencs de l'estret de Torres es van establir per primera vegada les illes fa uns 4.000 anys. Cultural i lingüísticament diferents dels pobles aborígens continentals, eren gent de mar i obtenien el seu mitjà de vida de l'horticultura estacional i dels recursos dels seus esculls i mars. L'agricultura també es va desenvolupar en algunes illes i pobles va aparèixer cap al segle XIV.

## Primers assentaments
Les primeres evidències d'humans a Austràlia s'han estimat de manera variada, amb la majoria dels investigadors, datant-la entre 50.000 i 65.000 anys aC.

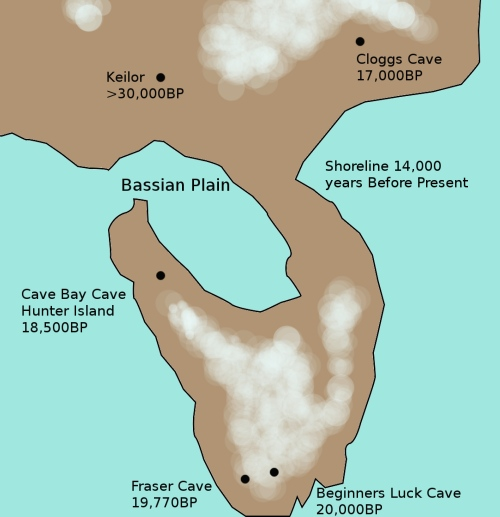
La costa de Tasmània i Victòria fa uns 14.000 anys, a mesura que el nivell del mar augmentava, mostrant alguns dels jaciments arqueològics aborígens

Hi ha una discussió considerable entre els arqueòlegs sobre la ruta que van fer els primers migrants cap a Austràlia, considerats com els avantpassats dels pobles aborígens moderns. La migració es va produir durant les etapes de tancament del Plistocè, quan el nivell del mar era molt més baix del que és avui. Els episodis repetits de glaciació estesa durant l'època del Plistocè van donar lloc a una disminució del nivell del mar en més de 100 metres a Australàsia. Les primeres migracions podrien haver arribat per mar durant un període de glaciació, quan Nova Guinea i Tasmània es van unir al continent d'Austràlia. La línia de costa continental s'estenia molt més al mar de Timor, i Austràlia i Nova Guinea formaven una sola massa terrestre. Pel costat australià es coneixia com a Sahul i a Nova Guinea com a Sondalàndia, connectant-se per un extens pont terrestre a través del mar d'Arafura, el golf de Carpentària i l'estret de Torres. No obstant això, el mar encara presentava un obstacle important, per la qual cosa es teoritza que aquests pobles ancestrals van arribar a Austràlia fent un salt d'illa. S'han proposat dues rutes: una seguint una cadena d'illes entre Sulawesi i Nova Guinea i l'altra arribava al nord-oest d'Austràlia a través de Timor. Rupert Gerritsen ha suggerit una teoria alternativa, que implica la colonització accidental com a resultat dels tsunamis. El viatge encara requeria rutes per mar, convertint-los en alguns dels primers mariners del món.
Scott Cane, al llibre de First Footprints: The Epic Story of the First Australians (2013) exposa que la primera onada podria haver estat provocada per l'erupció del Toba, i si haguessin arribat fa uns 70.000 anys, podrien haver creuat l'aigua des de Timor, quan el nivell del mar era baix. Però si haguessin arribat més tard, fa uns 50.000 anys, la ruta més probable seria a través de les Moluques fins a Nova Guinea. Tenint en compte que les regions estimades d'aterratge haurien estat per sota dels 50 metres d'aigua durant els darrers 15.000 anys, és poc probable que el moment s'estableixi mai amb certesa.

### Datació de Jaciments
El període mínim més acceptat per a l'arribada dels humans a Austràlia se situa almenys cap els 48.000 anys. S'han excavat molts jaciments d'aquesta època. A la terra d'Arnhem Madjedbebe (abans coneguda com a Malakunanja II) s'han datat fòssils i en un abric de roca amb uns 65.000 anys d'antiguitat, tot i que un estudi realitzat el 2020 suggereix que la presència humana al lloc era més recent. Segons la investigació de l'ADN mitocondrial, els aborígens van arribar a la península d'Eyre, a l'Austràlia meridional, fa 49.000-45.000 anys, tant des de l'est, en el sentit de les agulles del rellotge, al llarg de la costa, des del nord d'Austràlia, com de l'oest, en sentit contrari.
La datació per radiocarboni suggereix que van viure a Sydney i als seus voltants durant almenys 30.000 anys. A Parramatta, a l'oest de Sydney, es va trobar que alguns pobles aborígens utilitzaven carbó vegetal, industria lítica,i possibles focs de camp. A prop de Penrith, un suburbi de l'extrem occidental de Sydney, es van trobar nombrosos estris de pedra aborígens als sediments de grava de Cranebrook Terraces amb datacions d'entre 45.000 i 50.000 anys aC. Això significaria que hi va haver assentaments humans a Sydney abans del que es pensava.
Les proves arqueològiques indiquen que l'ésser humà es trobava a la part superior del riu Swan, Austràlia Occidental, fa uns 40.000 anys. Un estudi del 2018 que utilitzava arqueobotànica va datar evidències de presència humana a Karnatukul (Petit Desert de Sorra) a la serralada de Carnarvon fa uns 50.000 anys ,20.000 anys abans del que la ciència havia establert, i es va demostrar que els humans havien tingut una presència contínuada al lloc des de llavors.
Tasmània, que estava connectada amb el continent per un pont terrestre, va estar habitada fa almenys 40.000 anys. El lloc més antic conegut és Wareen Cave, datat d'aquesta època.

### Onades i rutes migratòries

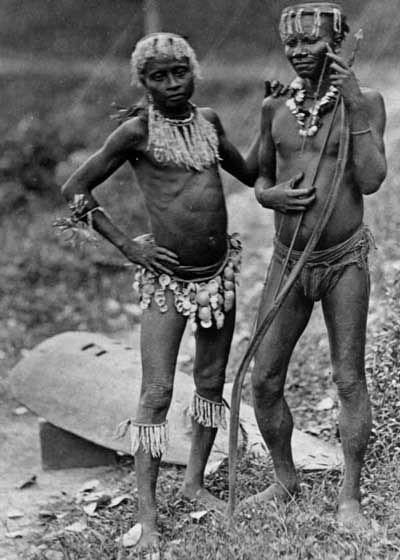
Una de les primeres fotografies existents del poble andamanès. L'home de l'esquerra porta un cinturó tradicional decorat amb petxines. L'altre de la dreta porta un tros de tela importada juntament amb cordes més tradicionals (1875)

Un estudi de 2021 realitzat per investigadors de l'ARC Centre of Excellence for Australian Biodiversity and Heritage ha mapejat les possibles rutes de migració dels pobles a mesura que es desplaçaven pel continent australià fins a l'extrem sud del que ara és Tasmània, i que aleshores formava part del terra ferma. El modelatge es basa en dades arqueològiques, antropològiques, ecològiques, genètiques, climatològiques, geomorfològiques i hidrològiques, i pretén comparar-les amb les històries orals dels pobles aborígens, així com l'art rupestre i les llengües australianes aborígens. Les rutes, són similars als camins de bestiar a Austràlia. Lynette Russell de la Universitat de Monash veu les noves eines de recerca com un punt de partida per a la col·laboració amb els aborígens per ajudar a descobrir la seva història. Els nous models suggereixen que les primeres persones podrien haver desembarcat per primera vegada a la regió de Kimberley, a l'actual Austràlia Occidental, fa uns 60.000 anys, i s'haurien instal·lat a tot el continent en 6.000 anys.
Les dades filogenètiques mostren que un llinatge d'Eurasià oriental primerenc es va trifurcar en algun lloc de l'est d'Àsia meridional i va donar lloc als aborígens australians, papús, andamanesos, AASI, així com a asiàtics orientals/sud-est, tot i que els papús també poden haver rebut algun flux genètic d'un grup anterior (xOoA), al voltant del 2%, i al costat d'una barreja arcaica addicional a la regió de Sahul.
D'acord un estudi sobre una mostra de caçadors i recol·lectors de l'Holocè a Sulawesi del Sud s'informava que genèticament es trobaven entre l'Àsia Basal i l'Australo-Papu. La mostra es podria modelar com a ~ 50% relacionada amb Papú i ~ 50% relacionada amb l'Àsia oriental (Andamanesos Onge o Tianyuan). Els autors van concloure que l'ascendència asiàtica estava molt més estesa, i el poblament del sud-est asiàtic insular i oceànic era més complex del que s'havia previst anteriorment.
Es desconeix quantes poblacions es van establir a Austràlia abans de la colonització europea. Tant les hipòtesis "trihíbrides" com les d'origen únic han mantingut una àmplia discussió. Keith Windschuttle, conegut per la seva creença que la prehistòria dels aborígens s'ha polititzat a través de les Australian History Wars, argumenta que l'assumpció d'un únic origen està lligada a la solidaritat ètnica, i suprimint l'origen múltiple perquè es podria utilitzar per justificar la presa blanca de terres aborígens. Però aquesta hipòtesi no està sostinguda per noves evidències científiques.

### Canvis en 4000 anys

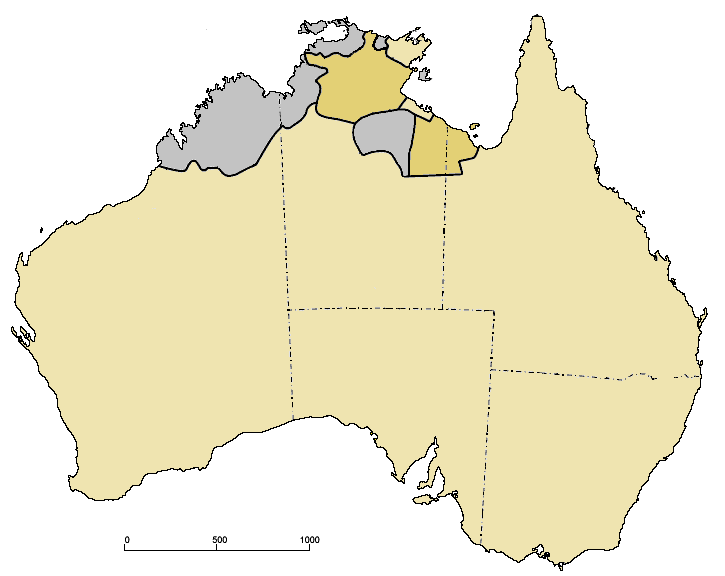
La divisió tipològica principal en llengües australianes: llengües pama-nyunga (marró) i llengües no pama-nyunga (mostassa i gris)

Les diferències en la genòmica humana s'estan estudiant per trobar possibles respostes, però encara no hi ha proves suficients per distingir un model d'invasió en onades des d'un de "assentament únic".
Recentment, Alan J. Redd ha investigat sobre la possible migració des de l'Índia fa uns 4.000 anys, i assenyala que el període d'afluència indicat correspon al moment de diversos altres canvis, com la introducció del dingo; la tradició lítica australiana, l'aparició de tecnologies de processament de plantes, com la desintoxicació complexa de cícadòfits; o l'expansió de les llengües pama-nyungan. Tot i que anteriorment s'havia vinculat l'aparació dels dingos amb els gossos paria de l'Índia, les proves recents de l'ADN mitocondrial amb aquesta espècie mostren una connexió més estreta amb els gossos d'Àsia oriental i Amèrica del Nord, fet que suggereix una expansió austronèsia des del sud de la Xina fins a Timor durant els últims anys. 5.000 anys. Una troballa del 2007 de paparres en cangurs i gossos pàries de Tailàndia va suggerir que aquesta expansió genètica podria haver estat un procés bidireccional.
A partir de l'arribada del dingo a Austràlia fa uns 4.000 anys, i altres canvis exposats, s'han proposat dades genètiques de dos tipus per donar suport a un flux gènic des de l'Índia a Austràlia: en primer lloc,i signes de components del sud d'Àsia en genomes aborígens australians, informats sobre la base de dades de polimorfisme de nucleòtids simples a tot el genoma. Per altre costat, l'existència d'un llinatge del cromosoma Y (masculí), denominat haplogrup C∗, amb l'ancestre comú més recent fa uns 5.000 anys. El primer tipus d'evidència prové d'un estudi del 2013 de l'Institut Max Planck d'Antropologia Evolutiva que utilitza dades de genotipatge a gran escala d'un grup d'aborígens australians, neoguineans, insulars del sud-est asiàtic i indis. En conseqüència es pot deduir que els grups de Nova Guinea i Mamanwa (Filipines) es van separar dels aborígens fa uns 36.000 anys, i també que les poblacions índies i australianes es van barrejar molt abans del contacte europeu, amb aquest flux genètic que es va produir durant l'Holocè, fa 4.230 anys. Els investigadors tenien dues teories per explicar aquesta hipòtesi:: alguns indis van tenir contacte amb persones a Indonèsia que finalment van transferir aquests gens de l'Índia als australians aborígens, o un grup d'indis va emigrar de l'Índia a Austràlia i es va barrejar directament amb la població local.
Tanmateix, un estudi del 2016 a Current Biology d'Anders Bergström va excloure el cromosoma Y com a evidència del recent flux de gens de l'Índia a Austràlia. Els autors de l'estudi van seqüenciar 13 cromosomes Y aborígens australians mitjançant els avenços recents en la tecnologia de seqüenciació del genoma, investigant els seus temps de divergència dels cromosomes Y d'altres continents, inclosa la comparació dels cromosomes C de l'haplogrup. Es va concloure que, tot i que això no refuta la presència de cap flux genètic de l'Holocè, o influències no genètiques del sud d'Àsia en aquell moment. L'aparició del dingo proporciona també una forta evidència de contactes externs, mostrant una coherència de manca total de flux genètic, i apuntant a l'origen indígena dels canvis tecnològics i lingüístics. El flux de gens a través de l'estret de Torres de 150 quilòmetres d'ample, és geogràficament admissible i, les dades demostren que, en els darrers 10.000 anys podria haver estat un fet possible.

## Megafauna i aparició de l'agricultura
L'evidència arqueològica dels dipòsits de cendres al mar del Corall indiquen que el foc ja era una part important del paisatge australià fa 100.000 anys aC. Hi ha proves de l'ús deliberat del foc per donar forma al medi ambient australià fa 46.000 anys. Una explicació és l'ús per part dels caçadors-recol·lectors com a eina per impulsar la caça, per produir una nova transformació del paisatge australià de boscos densos per atreure animals. A The Biggest Estate on Earth: How Aborigines made Australia, Bill Gammage afirma que els primers boscos australians es van convertir en un bosc escleròfil més obert, i aquest en pastures. Les espècies tolerants al foc van ser les més predominants: com l'eucaliptus, acàcia, banksies, casuarines i gramínies.

### Extinció de megafauna

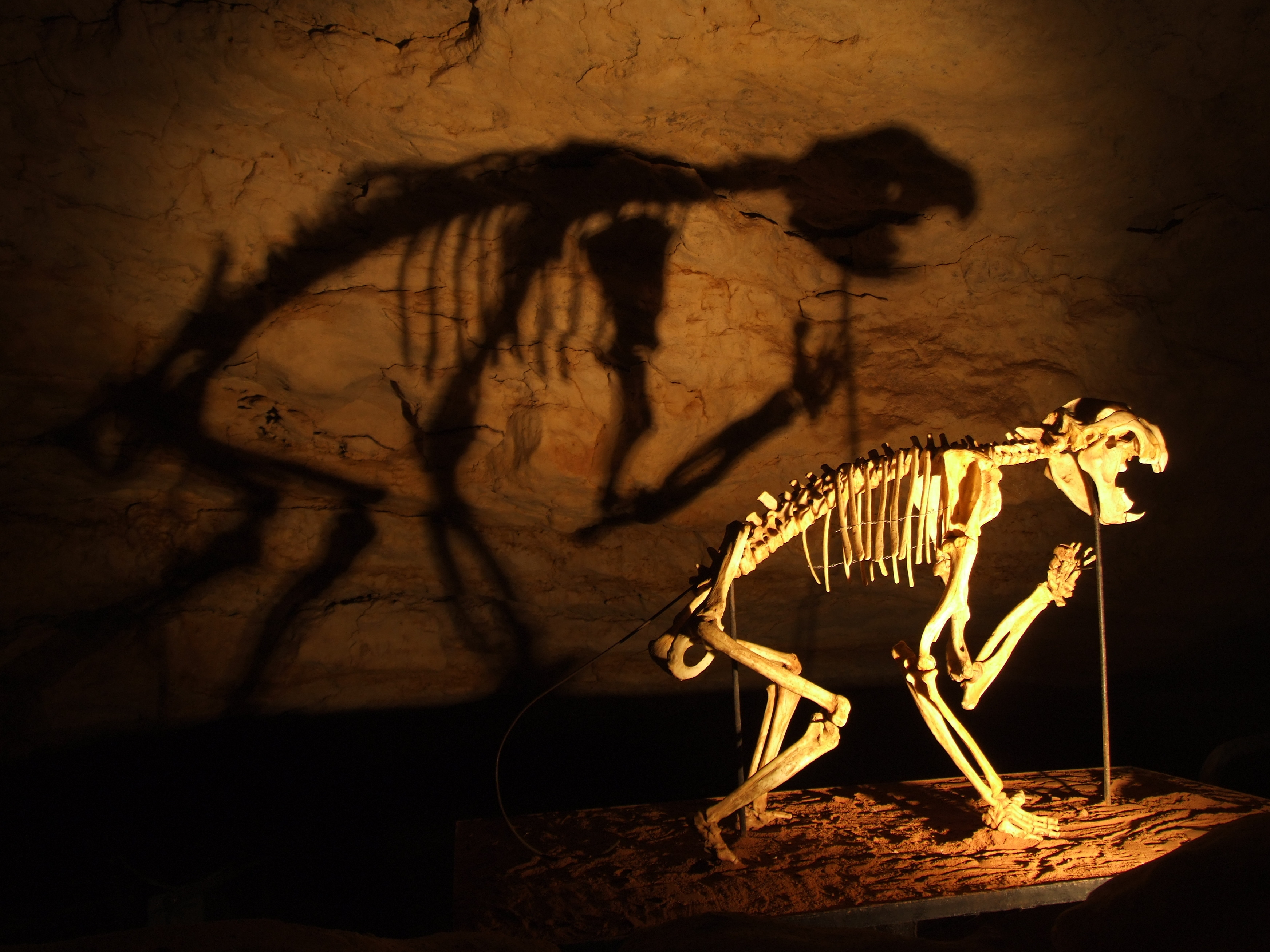
Esquelet de Thylacoleo lleó marsupial a les coves del Parc Nacional de Naracoorte, Austràlia Meridional

La megafauna australiana són aquelles espècies de la fauna d'Austràlia que van viure durant el Plistocè i que es van extingir durant la segona meitat d'aquest període. Es discuteix actualment sobre el paper dels factors humans i climàtics en la seva extinció. donat el paper que tenen algunes d'elles en els relats mitològics dels aborígens ausrtralians.
Investigadors com Tim Flannery, pensen que amb l'arribada dels primers aborígens australians, fa uns 70.000 ~ 65.000 anys, la caça i l'ús del foc per gestionar el seu entorn poden haver contribuït a l'extinció de la megafauna. L'augment de l'aridesa durant la glaciació màxima, fa uns 18.000 anys, també pot haver contribuït, però la major part de la megafauna ja s'havia extingit en aquesta època. Altres opinions com la de Steve Wroe, assenyalen que els registres al Plistocè australià són rars, i no hi ha dades suficients per determinar definitivament el temps d'extinció de moltes de les espècies, ja que no es dispoen de registres confirmats en els darrers 100.000 anys; suggerint que moltes de les extincions s'havien esglaonat al llarg del Pliistocè mitjà final i del Pliistocè superior inicial, abans de l'arribada humana, a causa de l'estrès climàtic.

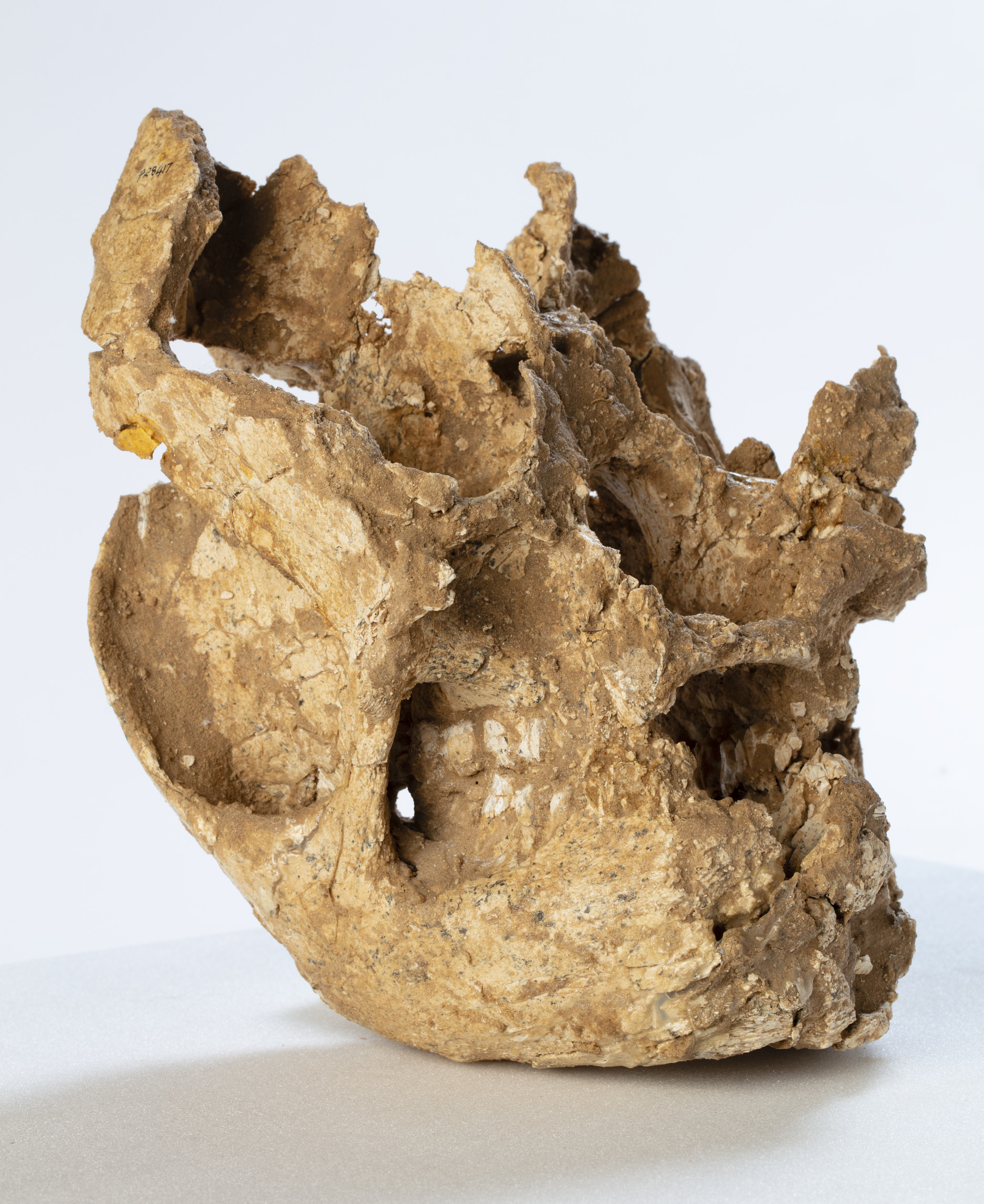
Crani de Procoptodon goliah, cangur gegant del Cenozoic. vora el llac Victòria Nova Gal·les del Sud

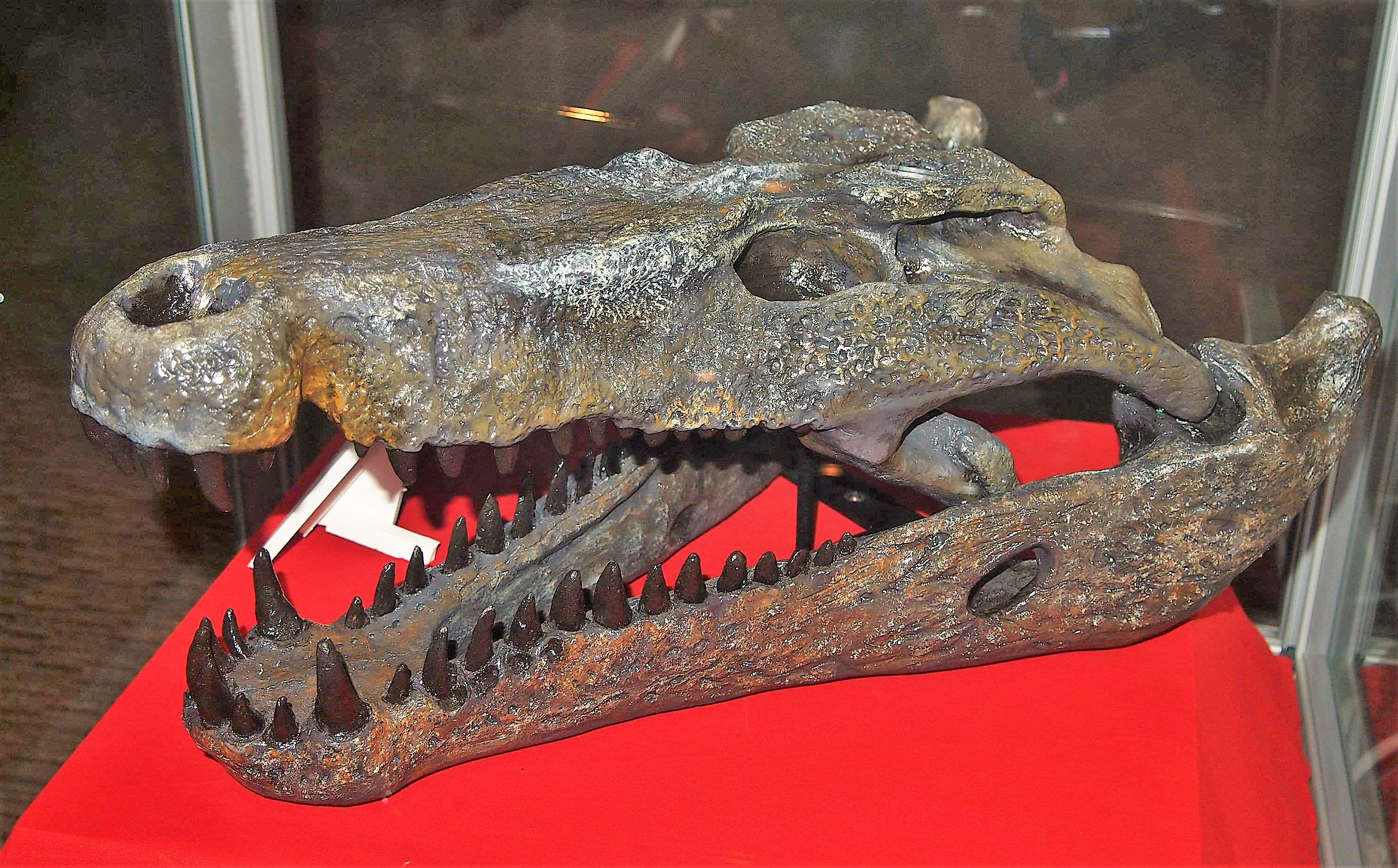
Quinkana va ser un dels últims cocodrils terrestres supervivents del Cenozoic a Austràlia

Les noves proves basades en la luminescència estimulada òpticament i la datació urani-tori de les restes de megafauna suggereixen que els humans van ser la causa final de l'extinció d'alguna de les megafauna a Austràlia. No obstant això, aquests resultats van ser discutits posteriorment, amb un altre estudi que va demostrar que 50 de les 88 espècies de megafauna no tenen dates posteriors al penúltim màxim glacial fa uns 130.000 anys, i només hi havia evidència ferma de la superposició de 8-14 espècies de megafauna amb humans. L'anàlisi dels isòtops d'oxigen i carboni de les dents de la megafauna indiquen que els climes regionals en el moment de l'extinció eren similars als climes regionals àrids actuals i que la megafauna estava ben adaptada als climes àrids.
Tanmateix, els primers pobles aborígens semblen haver eliminat ràpidament la megafauna de Tasmània fa uns 41.000 anys, després de la formació d'un pont terrestre cap a Austràlia fa uns 43.000 anys quan el nivell del mar durant l'Edat de Gel va disminuir, sense utilitzar-ne el foc per modificar el medi ambient, Aquest fet, implicava que almenys en aquest cas, la caça era el factor més important. També s'ha suggerit que els canvis de la vegetació que es van produir a terra ferma van ser una conseqüència, més que una causa, de l'eliminació de la megafauna.
En conclusió, la causa directa de les extincions massives és incerta: podria haver estat el foc, la caça, el canvi climàtic o una combinació de tots o algun d'aquests factors. El grau d'intervenció humana en aquestes extincions és encara un tema de discussió. Sense grans herbívors per mantenir la vegetació del sotabosc va baixar la fertilitat del sòl, l'acumulació de combustible es va fer més ràpida i els focs van cremar amb més força, canviant encara més el paisatge. En contra d'aquesta teoria hi ha l'evidència que, els incendis estacionals promoguts pels aborígens van reduir les càrregues de combustible i van prevenir incendis forestals com els que es van veure a partir de la colonització europea.

### Inicis del Neolític

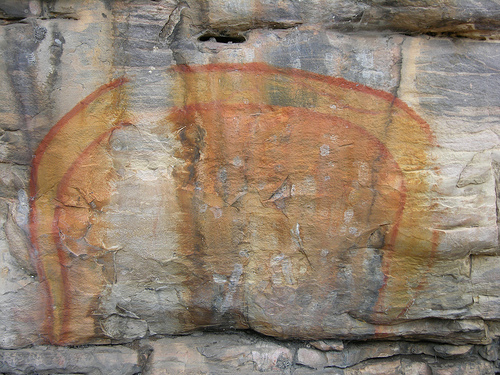
Pintura rupestre aborigen australiana que representa el mite de "La serp arc de Sant Martí"

La població aborigen es va enfrontar a canvis significatius en el clima i el medi ambient. Fa uns 30.000 anys, el nivell del mar va començar a baixar, les temperatures al sud-est del continent van baixar fins a 9 graus centígrads i l'interior d'Austràlia es va tornar més àrid. 20.000 anys enrere, Nova Guinea i Tasmània estaven connectades amb el continent australià, que era més d'una quarta part més gran que l'actual. Mil anys després, es produí un canvi de cicle, augmentant les temperatures i el nivell del mar. Tasmània es va separar del continent fa uns 14.000 anys, i entre 8.000 i 6.000 anys es van formar milers d'illes a l'estret de Torres i al voltant de la costa d'Austràlia. Josephine Flood escriu que les inundacions i la pèrdua de terra, a mesura que les costes van retrocedir, podria haver portat a un major èmfasi en els límits territorials que separaven les poblacions aborígens, una identitat de clan més forta i el desenvolupament de la serp de l'arc de Sant Martí i altres mitologies aborígens.
El clima més càlid es va associar amb les nous utillatges lítics: petites eines de pedra amb fulles van aparèixer fa 15-19 mil anys. S'han trobat javelines i bumerangs de fusta que daten de fa 10.000 anys. També s'han identificat puntes lítiques per a llances que daten de fa 5-7 mil anys.

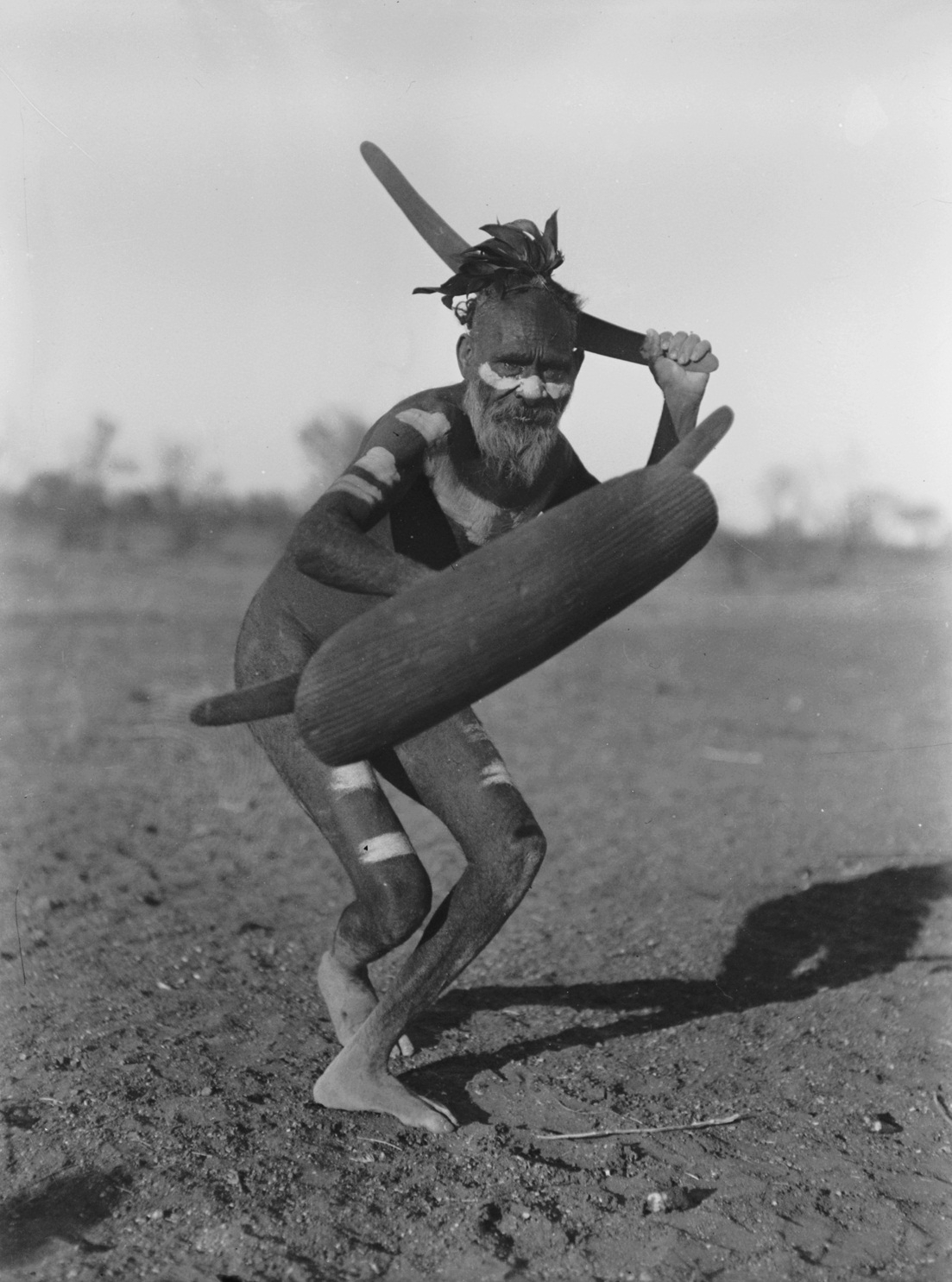
Un home de Luritja demostrant el seu mètode d'atac amb un gran bumerang corbat sota la coberta d'un escut prim (1920)

El nivell del mar es va estabilitzar al voltant del seu nivell actual fa uns 6.500 anys. El clima més càlid, les condicions més humides i les noves costes van provocar canvis significatius en l'organització social i econòmica dels aborígens. Aquests canvis van fomentar la creació de noves societats a les costes al voltant dels esculls de marea, estuaris i valls fluvials, i les illes es van incorporar a les economies locals. S'han localitzat trampes de pesca per a peixos i anguiles amb canals de fins a tres quilòmetres de llarg que es van utilitzar a l'oest de Victòria de fa uns 6.500 anys. Edificacions semipermanents de cabanyes de fusta sobre túmuls també han aparegut en aquesta regió, associades a una explotació més sistemàtica de noves fonts d'aliments.
Els aborígens de Tasmània estaven aïllats del continent des de fa uns 14.000 anys. Com a resultat, només posseïen una quarta part de les eines i equipament del continent australià: no tenien destrals amb mànec, tecnologia de molta, armes amb punta de pedra, llances o el bumerang. Cap al 3.700 aC havien deixat de menjar peix i d'utilitzar eines d'os. Els habitants d'aquesta regió costanera van canviar el peix per mol·luscs (abaló) i escamarlans; i molta població de Tasmània es van traslladar a l'interior. També van construir embarcacions a partir de canyes i escorça i van viatjar fins a 10 quilòmetres mar endins per establr llaços comercials amb altres illes, i caçar foques, petrells i altres baldrigues.

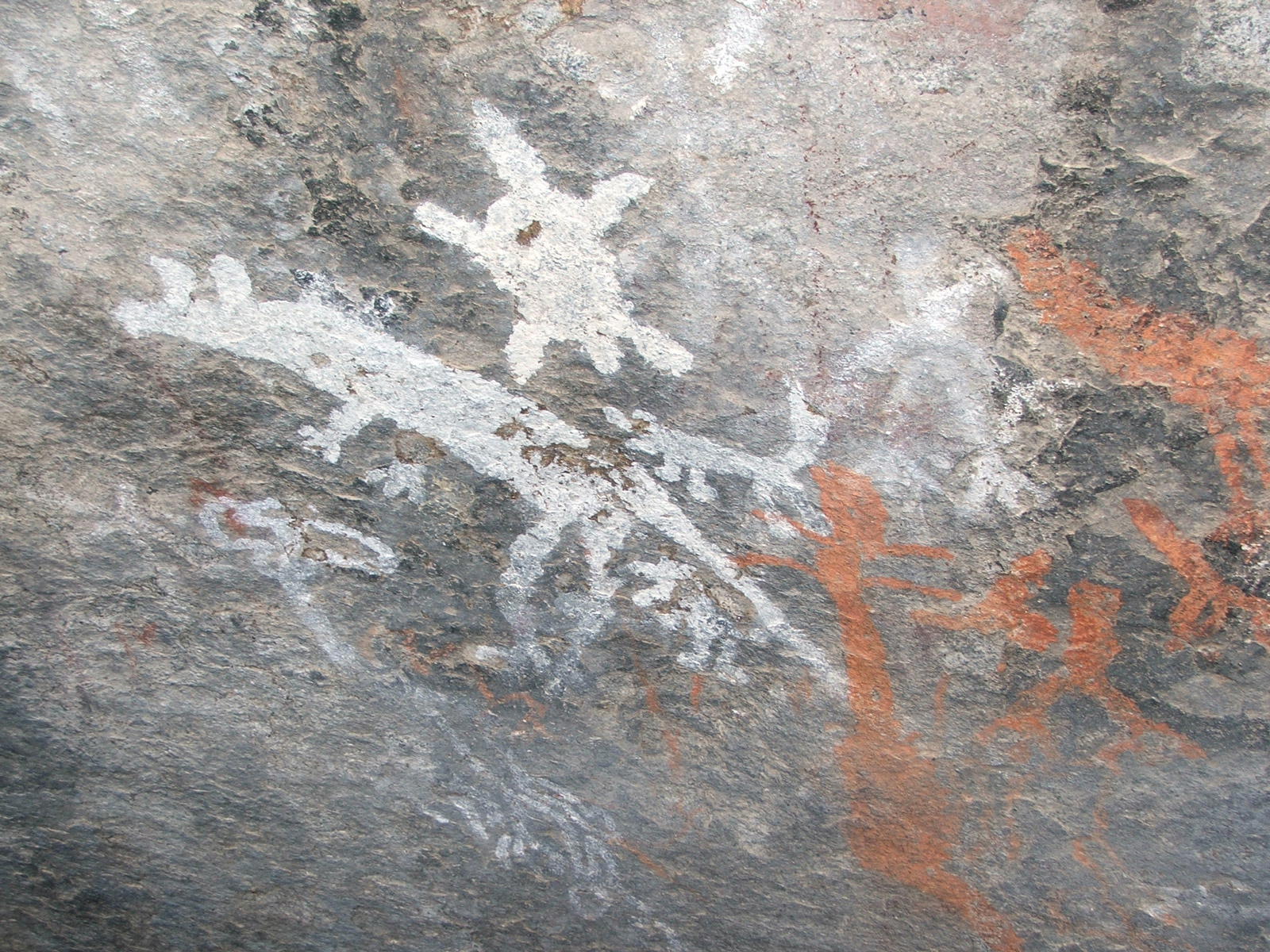
Pintura rupestre aborigen al parc nacional de Namadgi amb un cangur, dingos, emús, humans i una equidna o tortuga

A la part continental d'Austràlia, es van importar algunes innovacions de cultures veïnes. Els hams de peixos van aparèixer a Austràlia fa uns 1.200 anys i probablement van ser introduïts des de l'estret de Torres o per la gent de mariners de la Polinèsia. Des de mitjans de la dècada de 1660, els vaixells pesquers d'Indonèsia visitaven regularment la costa nord d'Austràlia a la recerca de trepang (cogombre de mar). Es van desenvolupar relacions comercials i socials que es van reflectir en l'art, les cerimònies i les tradicions orals aborígens. Aquests van adoptar canoes i caps d'arpó metàl·lics dels indonesis, cosa que els va permetre caçar millor dugongs i tortugues a la costa i les illes properes.
Malgrat aquestes interaccions amb les cultures veïnes, l'estructura bàsica de la societat aborigen no va canviar. Els grups familiars es van unir en clans d'unes 25 persones de mitjana, cadascun amb un territori definit per l'extracció d'aliments. Els clans estaven units a tribus o nacions, associats a llengües i territoris concrets. En el moment del contacte europeu hi havia unes 600 tribus i 250 llengües diferents amb diversos dialectes.
La societat aborigen era igualitària sense cap govern ni caps formals. L'autoritat residia en ancians que tenien un ampli coneixement ritual adquirit durant molts anys. Les decisions del grup es prenien generalment mitjançant el consens dels ancians. L'economia tradicional era cooperativa, els homes eren caçadors, mentre que les dones es proveien d'animals i peixos petits i recollien verdures, fruites, llavors i fruits secs. El menjar es compartia i es bescanviava entre els grups.
Els grups aborígens eren seminòmades, generalment abastaven un territori específic definit per característiques naturals. Els membres d'un grup entrarien al territori d'un altre grup mitjançant drets establerts per matrimoni i parentiu o per invitació per a finalitats específiques, com ara cerimònies i compartir l'abundància d'aliments de temporada. Com totes les característiques naturals de la terra van ser creades per éssers ancestrals, el territori d'un grup en particular li proporcionava alimentació física i espiritual.

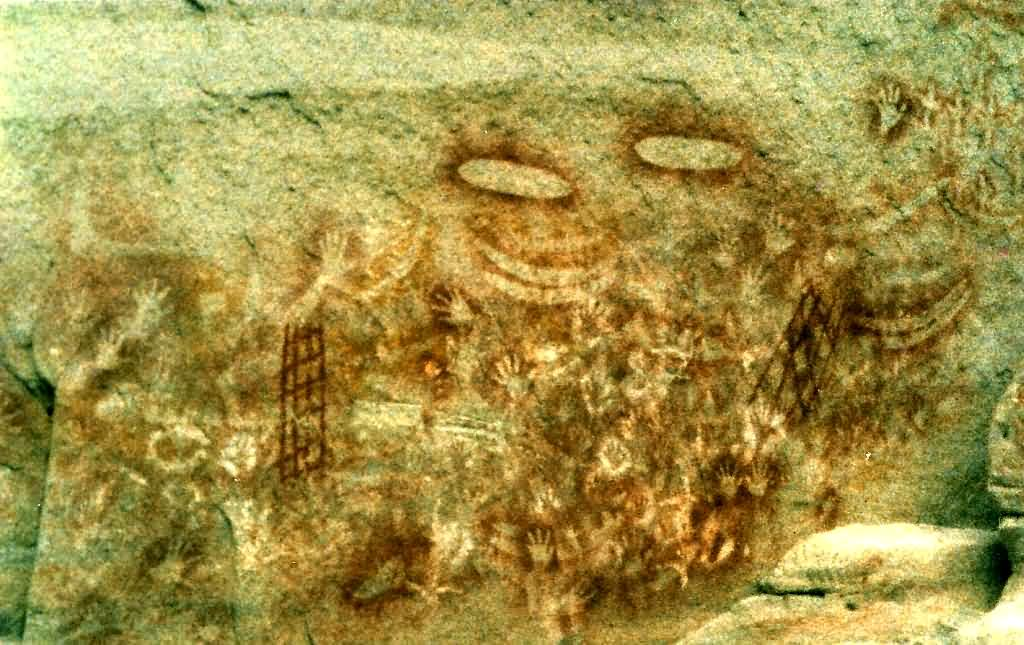
Mostra d'art a la Gorja de Carnarvon (Petit Desert de Sorra), que pot ser monuments commemoratius, apel·lacions als avantpassats totèmics o registres d'històries de Somnis

Segons la mitologia aborigen australiana i el seu marc animista , el somni és una època sagrada en la qual els esperits totèmics ancestrals van formar la Creació. El somni va establir les lleis i estructures de la societat i les cerimònies realitzades per assegurar la continuïtat de la vida i la terra.
La definició de què algunes societats aborígens eren agrícoles és controvertida. La major part dels grups es desplaçaven pel seu territori diverses vegades a l'any per explotar fonts d'aliments de temporada. A les zones semiàrides, es collia el mill i les llavors s'emmagatzemaven per a un ús posterior. A les zones tropicals es van replantar les tapes dels nyams. Flood argumenta que aquestes pràctiques es classifiquen millor com a gestió dels recursos que la pràctica d'agricultura; i que les societats aborígens no van desenvolupar el cultiu sistemàtic i intensiu de conreus amb societats sedentàries com els que hi havia a les illes de l'estret de Torres. Així doncs, els habitants de les regions més poblades com de la vall de Murray en el riu Murray es poden identificar com a "caçadors recol·lectors complexos".

## Influències exteriors

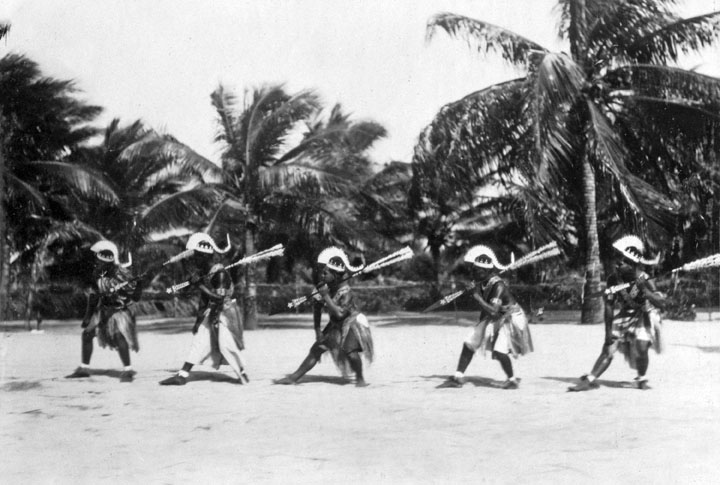
Illencs de l'estret de Torres ballant a l'illa Yorke, 1931

Els aborígens australians no tenen memòria cultural de viure en cap lloc fora del continent. No obstant això, els grups que vivien al llarg de la costa nord d'Austràlia, a Kimberley, Terra d'Arnhem, Golf de Carpentaria i Península del Cap York van tenir contactes amb diversos visitants al llarg de milers d'anys. Les persones i els béns comercialitzats es van moure lliurement entre Austràlia i Nova Guinea fins i fins i tot després de la eventual inundació del pont terrestre per l'augment del nivell del mar, que es va completar fa uns 6.000 anys.
Tanmateix, el comerç i les relacions entre les terres separades van continuar a través del recentment format estret de Torres, el canal del qual de 150 km d'ample es va mantenir fàcilment navegable amb la cadena d'illes de l'estret de Torres i els esculls que oferien punts de parada intermedis. Les illes van ser poblades per diferents cultures marineres melanesies, com ara els illencs de l'estret de Torres fa més de 2500 anys, i les interaccions culturals van continuar per aquesta ruta amb els aborígens del nord-est d'Austràlia.

Ubicacions del contacte makassia a Austràlia: Punt vermell més gran: Makassia; altres punts vermells (d'esquerra a dreta): Ruta, Timor i Aru. Tres punts grocs: Kimberley Punt groc únic: Terra d'Arnhem

Els pescadors "Badjao" indonesis de les illes Moluques, com Banda, van pescar a la costa d'Austràlia durant centenars d'anys. Els comerciants makassans de Sulawesi visitaven regularment la costa del nord d'Austràlia per pescar trepang, -cogombre de mar comestible- i per comerciar amb els xinesos des d'almenys principis del segle XVIII.
Hi va haver un alt grau d'intercanvi cultural, evidenciat en les pintures aborígens de roca, la introducció de tecnologies com els caiucs i articles com el tabac i les pipes de tabac, les paraules macassanes en llengües aborígens, com balanda per a la persona blanca; i descendents del poble malai a les comunitats aborígens australianes i viceversa, com a resultat dels matrimonis mixtos i la migració.
Els mites de la gent de la terra d'Arnhem han conservat relats del poble Baijini, que capturava trepang i cultivava arròs, i que, segons els mites, es trobava a Austràlia en els primers temps. Els Baijini han estat interpretats de forma diversa pels investigadors moderns, com un grup diferent de persones presumptament del sud-est asiàtic, com ara els visitants de Badjao a Austràlia, que podrien haver contactat amb la Terra d'Arnhem abans que els makassians Les tribus Yolngu i els cèlebes van contacar amb els aborígens australians, probablement amb amb visitants xinesos.
El 1944, es van descobrir un petit nombre de monedes de coure amb inscripcions àrabs en una platja de la badia de Jensen, a l'illa de Marchinbar, part de les illes Wessel del Territori del Nord. Aquestes monedes es van identificar posteriorment com del sultanat de Kilwa de l'Àfrica oriental. Abans només s'havia trobat una moneda d'aquest tipus fora de l'est d'Àfrica. Les inscripcions a les monedes de la badia de Jensen identifiquen un sultà governant de Kilwa, però no és clar si el governant era del segle X o del segle XIV. Aquest descobriment ha estat d'interès per als historiadors que creuen probable que aquests mariners toquésin terra a Austràlia o les seves illes costaneres abans que el primer descobriment acceptat generalment, per part de l'holandès Willem Janszoon el 1606.